# Daphne (Alabama)

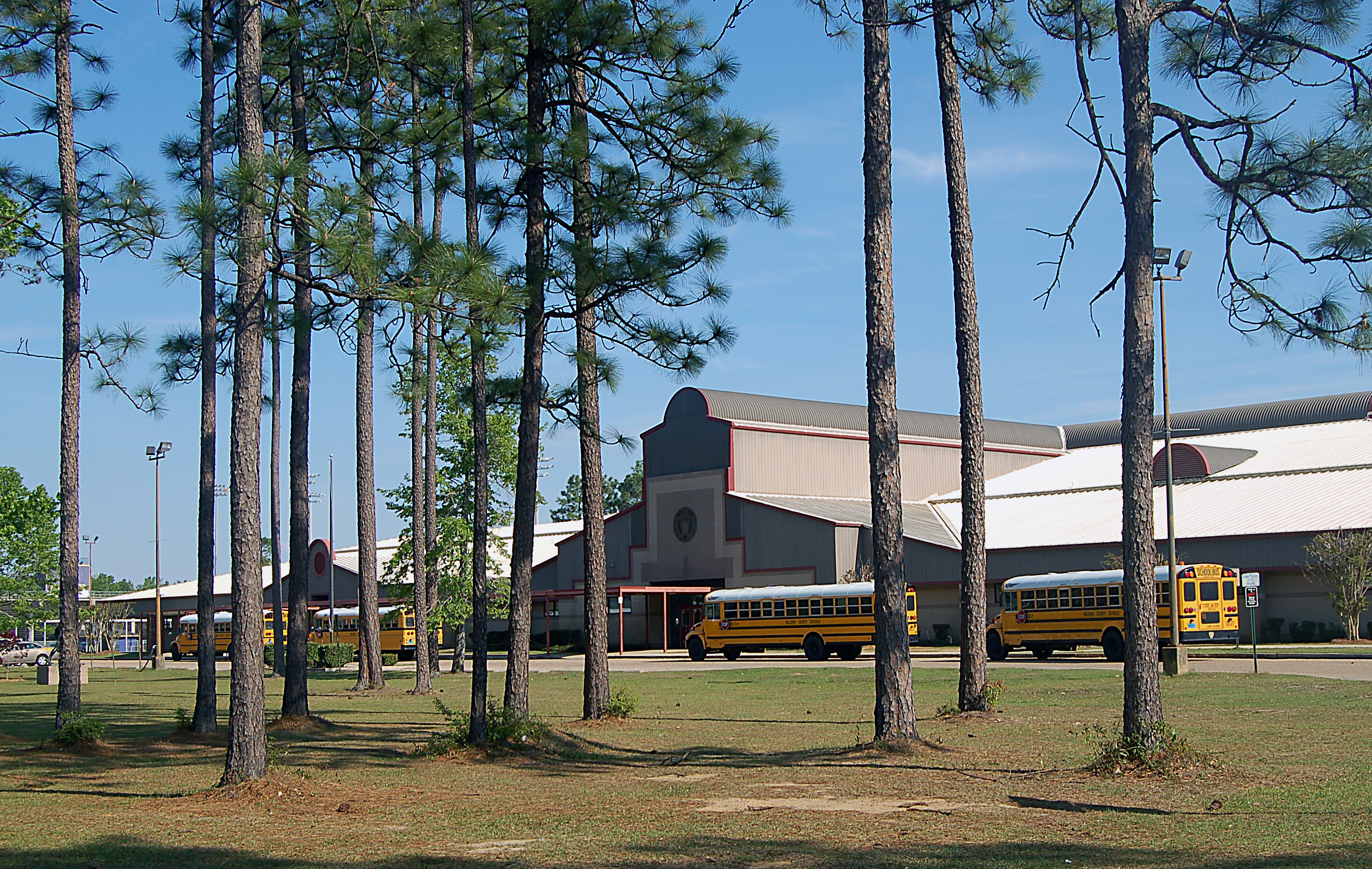
Daphne High School

Daphne é uma cidade localizada no estado americano do Alabama, no Condado de Baldwin.

## Demografia
Segundo o censo americano de 2000, a sua população era de 16.581 habitantes.
Em 2006, foi estimada uma população de 18.996, um aumento de 2415 (14.6%).

## Geografia
De acordo com o United States Census Bureau, a localidade tem uma área de 36,5 km², dos quais 34,9 km² cobertos por terra e 1,6 km² cobertos por água. Daphne localiza-se a aproximadamente 31 m acima do nível do mar.

## Localidades na vizinhança
O diagrama seguinte representa as localidades num raio de 24 km ao redor de Daphne.